# Cattedrale di San Giorgio (Fier)
La cattedrale di San Giorgio (in albanese katedrale e Shën Gjergjit) è una chiesa ortodossa di Fier, cattedrale della metropolia di Apollonia e Fier.

## Storia
Dopo la distruzione della vecchia chiesa di San Giorgio di Fier (costruita probabilmente nel 1782) sotto il regime socialista nel 1967, l'arcivescovo Anastasio della Chiesa ortodossa autocefala albanese dispose nel 1992 il posizionamento di una piccola chiesa prefabbricata. Il 12 gennaio 1997 lo stesso arcivescovo benedisse la posa della prima pietra della nuova chiesa, progettata dall'architetto Agron Jano, che fu completata nel 2007, divenendo una delle più grandi chiese del paese all'epoca. La prima messa vi fu celebrata il 22 aprile 2007 dall'arcivescovo Anastasio, che l'ha concelebrata col metropolita di Berat e col vescovo di Apollonia.

## Descrizione
La chiesa è stata costruita a pianta basilicale a tre navate e ha una superficie complessiva di circa 1,020 chilometri quadrati. La cupola è alta fino a 23 metri mentre il campanile, incastonato sopra all'ingresso principale, raggiunge l'altezza di 30 metri.